# ホトトギス
ホトトギス（鵑、学名：Cuculus poliocephalus）は、カッコウ目・カッコウ科に分類される鳥類の一種。特徴的な鳴き声とウグイスなどに托卵する習性で知られている。日本では古来、様々な文書に登場し、杜鵑、杜宇、蜀魂、不如帰、時鳥、子規、田鵑など、漢字表記や異名が多い。季語では夏を示す。

## 形態
全長は28cmほどで、ヒヨドリよりわずかに大きく、ハトより小さい。頭部と背中は灰色で、翼と尾羽は黒褐色をしている。胸と腹は白色で、黒い横しまが入るが、この横しまはカッコウやツツドリよりも細くて薄い。目のまわりには黄色のアイリングがある。

## 分布
アフリカ東部、マダガスカル、インドから中国南部までに分布する。
インドから中国南部に越冬する個体群が5月頃になると中国北部、朝鮮半島、日本まで渡ってくる。日本では5月中旬ごろにくる。他の渡り鳥よりも渡来時期が遅いのは、托卵の習性のために対象とする鳥の繁殖が始まるのにあわせることと、食性が毛虫類を捕食するため、早春に渡来すると餌にありつけないためである。

## 生態
日本へは九州以北に夏鳥として渡来するが、九州と北海道では少ない。沖縄本島北部での確認例もあり。
カッコウなどと同様に食性は肉食性で、特にケムシを好んで食べる。また、自分で子育てをせずに主にウグイスに托卵する習性がある。
オスの鳴き声はけたたましいような声で、「キョッキョッ キョキョキョキョ!」と聞こえ、「ホ・ト・…・ト・ギ・ス」とも聞こえる。早朝からよく鳴き、夜に鳴くこともある。この鳴き声の聞きなしとして「本尊掛けたか」や「特許許可局」や「テッペンカケタカ」が知られる。

## 文学や芸術とホトトギス

### 故事
ホトトギスの異称のうち「杜宇」「蜀魂」「不如帰」は、中国の故事や伝説にもとづく。長江流域に蜀という傾いた国（秦以前にあった古蜀）があり、そこに杜宇という男が現れ、農耕を指導して蜀を再興し帝王となり「望帝」と呼ばれた。後に、長江の氾濫を治めるのを得意とする男に帝位を譲り、望帝のほうは山中に隠棲した。望帝杜宇は死ぬと、その霊魂はホトトギスに化身し、農耕を始める季節が来るとそれを民に告げるため、杜宇の化身のホトトギスは鋭く鳴くようになったと言う。また後に蜀が秦によって滅ぼされてしまったことを知った杜宇の化身のホトトギスは嘆き悲しみ、「不如帰去」（帰り去くに如かず。＝ 何よりも帰るのがいちばん）と鳴きながら血を吐いた、血を吐くまで鳴いた、などと言い、ホトトギスの口の中が赤いのはそのためだ、と言われるようになった。

### 日本の芸術とホトトギス

#### 古典文学
日本では、激情的ともいえるさえずりに仮託して、古今ホトトギスの和歌が数多く詠まれ、すでに『万葉集』では153例、『古今和歌集』では42例、『新古今和歌集』では46例が詠まれている。鳴き声が聞こえ始めるのとほぼ同時期に花を咲かせる橘や卯の花と取り合わせて詠まれることが多い。
- ほととぎす鳴きつる方を眺むればただ有明（ありあけ）の月ぞ残れる（後徳大寺左大臣『千載和歌集』）
- 目には青葉山ほととぎす初鰹（山口素堂）

他にも夜に鳴く鳥として珍重され、その年に初めて聞くホトトギスの鳴き声を忍音（しのびね）といい、これも珍重した。『枕草子』ではホトトギスの初音を人より早く聞こうと夜を徹して待つ様が描かれる。
平安時代以降には「郭公」の字が当てられることも多い。これはホトトギスとカッコウがよく似ていることからくる誤りによるものと考えられている。松尾芭蕉もこの字を用いている。
宝井其角の句に「あの声で蜥蜴（とかげ）食らうか時鳥」がある。ホトトギスは美しい声で鳴くが醜いトカゲなどの爬虫類や虫などを食べる、すなわち「人や物事は見かけによらない」ということを指す。
万葉の時代から「ウグイスの巣に卵を産んで育てさせる」という托卵の習性が知られる一方、時代や地域によってはカッコウあるいはウグイスと混同されている例もある。下記「天下人」を詠んだ句では鳴き声を愛でる鳥すなわちウグイスであるとの考え方も一般的である。従って作品中に「ホトトギス」とある場合でも、季節や時間帯によっては注意が必要となる。

#### 近代文学
正岡子規は1895年（明治28年）4月に近衛師団つきの従軍記者として遼東半島に渡ったものの予定通りにはゆかず同年5月には帰国の途につくはめになり、帰国の船中で喀血して重態に陥り、神戸病院に入院し、結核と思われ、当時は結核は「不治の病」という位置づけであったので、自分に死・死期が迫っていると覚悟した。喀血した（血を吐いた）ことから、「鳴いて血を吐く」と言われているホトトギスと自分を重ね合わせ、ホトトギスにちなむ句を一晩で数十も作ったという。そして、ホトトギスの漢字表記のひとつの「子規」を自分の俳号とした。
- 文芸雑誌『ホトトギス』
- 徳富蘆花作『不如帰』

#### 音楽
- 『ほととぎす』（山田流箏曲） - 文化初年頃、山田流の流祖・山田検校作曲。ホトトギスの忍音をたった一声でも聞くため、船に乗り隅田川を徹夜でさかのぼる様が詠われた曲。
- 『時鳥の曲』（箏曲） - 1901年、楯山登作曲。明治時代に大阪で活躍した盲人音楽家・楯山の数多い作品中、代表作。古今和歌集の「我が宿の池の藤波咲きにけり 山ほととぎすいつか来鳴かむ」「今更に山に帰るなほととぎす 声の限りは我が宿に鳴け」の2種を歌詞とし、ホトトギスの声を描写した手事（てごと - 長い間奏器楽部）を持つ。この作曲のため楯山は関西中のホトトギスの名所を巡り、また何日も山にこもって声を研究したと言う。
- 『夏の曲』（箏曲） - 幕末の安政・嘉永頃、吉沢検校作曲。「古今組」5曲の一つ。古今和歌集から4首を採り歌詞とした中に「夏山に 恋しき人や入りにけむ 声振り立てて鳴くほととぎす」がある。
- その他、『四季の眺』（松浦検校作曲）、『里の暁』（松浦検校作曲）、『夏は来ぬ』（小山作之助作曲）など、曲中一部にホトトギスを詠んだ曲は少なくない。

#### 芸術の関連人物
- 正岡子規
- 徳富蘆花
- 村上幸子
- 加賀千代女

#### その他
江戸時代から「厠（かわや）の中にいるときにホトトギスの声を聞くと不吉である」という言い伝え、迷信が日本各地に伝わっているが、この出典は『酉陽雑俎』および『太平広記』である。夏目漱石が西園寺公望におくった「時鳥（ほととぎす）厠（かわや）半（なか）ばに出かねたり」という俳句も、この迷信をふまえる。

## 天下人とホトトギスの喩え
三人の天下人（三英傑）の性格を、鳴かないホトトギスをどうするかという題材で後世の人が言い表している（それぞれ本人が実際に詠んだ句ではない）。これらの川柳は江戸時代後期の平戸藩主・松浦清の随筆『甲子夜話』巻53に見える（q:時鳥#近世）。
以下に引用とその解釈を記す。
- 「なかぬなら殺してしまへ時鳥 織田右府」（織田信長）
  - この句は、織田信長の短気さと気難しさを表現している。
- 「鳴かずともなかして見せふ杜鵑 豊太閤」（豊臣秀吉）
  - この句は、豊臣秀吉の好奇心旺盛なひとたらしぶりを表現している。
- 「なかぬなら鳴まで待よ郭公 大權現様」（徳川家康）
  - この句は、徳川家康の忍耐強さを表している[注釈 3]。
- 「鳴け聞こう我が領分のホトトギス」（加藤清正）
  - この句は、加藤清正の配慮を表している。

なお、松下電器（現：パナソニック）の創業者である松下幸之助は生前、これらの句に対抗して「鳴かぬなら それもまた良し ホトトギス」と詠んだことで知られる。

## 切手
3円普通切手
- 1954年（昭和29年）5月10日発売
- 1971年（昭和46年）7月15日発売　刷色変更、“NIPPON”追加
- 1988年（昭和63年）5月22日発売　60円　国土緑化運動　屋島とホトトギス
- 2010年（平成22年）11月29日書体変更の発表[4]
- 2015年（平成27年）9月30日販売終了[5]

## 県の鳥
- 香川県：1966年（昭和41年）5月10日選定[6]
- 岡山県：1964年（昭和39年）にホトトギスを県の鳥に指定したが、托卵性のイメージの悪さ等を理由に1994年2月に県民投票で「県民の鳥」としてキジに変更された。

## 人との関わり

### 別名
和名では「あやなしどり」などとも言う。また異名が多く、アヤメドリ、イモセドリ、ウヅキドリ、ウナイドリ、サナエドリ、シデノタオサ、タチバナドリ、タマムカエドリ、トキツドリ、フジョキ、ユウカゲドリなどと呼ばれる。